# Chicken Shack
Chicken Shack is een Britse bluesband, opgericht in 1965 door Stan Webb (gitaar en zang), Andy Silvester (basgitaar), en Alan Morley (drum). De groep is tot op heden actief. Ze zijn in Nederland het bekendst met de hit I'd Rather Go Blind en in mindere mate met het instrumentale Sad Clown.

## Geschiedenis
Stan Webb en Andy Sylvester richtten in 1964 de bluesband Sounds of Blue op, samen met Christine Perfect en Chris Wood (die later bij Traffic ging). In 1965 kwamen Andy Silvester en Alan Morley erbij en werd de naam veranderd naar "Chicken Shack" Deze naam was afgeleid van Jimmy Smiths album Back at the Chicken Shack. 'Chicken shacks' (letterlijk "kiprestaurants") werden bovendien wel vaker genoemd in bluesnummers, zoals Amos Milburns hit, "Chicken Shack Boogie". In de vijf jaar erop speelde "Chicken Shack" vooral in de Star-Club, Hamburg. Leden die bij de groep speelden in deze tijd waren Al Sykes, Hughie Flint en later Dave Bidwell.  
In 1967 maakte de groep haar debuut in het Verenigd Koninkrijk op het National Jazz and Blues Festival, Windsor. Ze kregen een contract bij Mike Vernons platenlabel Blue Horizon. Hier brachten ze het album "Forty Blue Fingers, Freshly Packed and Ready to Serve" uit in 1968. De band had aanvankelijk maar matig succes, hoewel ze wel twee kleine hits scoorden met "I'd Rather Go Blind" en "Tears In The Wind". Perfect verliet de band na deze hits omdat ze trouwde met John McVie van Fleetwood Mac. Ze werd vervangen door Paul Raymond van Plastic Penny.
Nadat Blue Horizon in 1971 hun contract niet verlengde, verlieten pianist Paul Raymond, bassist Andy Silvester en drummer Dave Bidwell allemaal de band, en sloten zich aan bij Savoy Brown. Webb besloot de band om te vormen tot een trio met John Glascock als bassist en Paul Hancox als drummer. Samen namen ze Imagination Lady op. Deze samenstelling hield niet lang stand; Glascock vertrok om zich aan te sluiten bij Jethro Tull, terwijl Webb in 1974 bij Savoy Brown ging voor de opnames van hun album Boogie Brothers with them.  Daarmee viel Chicken Shack uit elkaar.
Sinds 1976 heeft Webb met enige tussenpauzes "Chicken Shack" nieuw leven ingeblazen met verschillende artiesten, waaronder Paul Butler (ex-Jellybread, Keef Hartley Band)(gitaar), Keef Hartley, ex-Ten Years After drummer Ric Lee en Miller Anderson.
Webb is vandaag de dag het enige constante lid van de groep.

## Leden
Oprichters staan vetgedrukt.

### Huidige leden
- Stan Webb - zang, gitaar (1965–heden)
- Dave Winthrop - saxofoon (1976–1978, 1986–1987, 2008–heden)
- Gary Davis - gitaar (1988–heden)
- Jim Rudge - basgitaar (1998–heden)
- Chris Williams - drums (2010–heden)

### Voormalige leden

#### Gitaristen
- Robbie Blunt (1976–1978)
- Paul Butler (1979–1982)
- Miller Anderson (1982–1986)
- Roger Saunders (1983–1986)

#### Bassisten
- Andy Silvester (1965–1971)
- John Glascock (1971–1972)
- Bob Daisley (1972, 1979)
- Rob Hull (1972–1974)
- Paul Martinez (1976–1977)
- Steve York (1977–1978)
- Alan Scott (1980–1981)
- Andy Pyle (1981–1986)
- Andy Scott (1983–1986)
- Jan Connolly (1986–1987)
- Wayne Terry (1987)
- David Wintour (1987–1991)
- James Morgan (1991–1998)

#### Drummers
- Alan Morley (1965–1968)
- Al Sykes - drums (1968)
- Hughie Flint (1968)
- Dave Bidwell (1968–1971)
- Pip Pyle (1971)
- Paul Hancox (1972)
- Alan Powell (1972–1974)
- Ed Spivock (1976–1978)
- Keef Hartley (1979)
- Ric Lee (1980–1982)
- Russ Alder (1982–1983)
- John Gunzell (1983–1987)
- Bev Smith (1987–2002)
- Mick Jones (2002–2010)

#### Keyboards
- Christine Perfect (1968–1969) – ook zangeres
- Paul Raymond (1969–1971)
- David Wilkinson (1972–1974, 1986–1993)
- Tony Ashton (1981–1983)

## Discografie

### Albums
| Album met eventuele hitnotering(en) in de Nederlandse Album Top 100 | Datum van verschijnen | Datum van binnenkomst | Hoogste positie | Aantal weken | Opmerkingen                   |
| ------------------------------------------------------------------- | --------------------- | --------------------- | --------------- | ------------ | ----------------------------- |
| 40 Blue fingers, freshly packed and ready to serve                  | 1968                  | -                     |                 |              |                               |
| O.K. Ken?                                                           | 1969                  | -                     |                 |              |                               |
| 100 Ton chicken                                                     | 1969                  | -                     |                 |              |                               |
| Accept                                                              | 1970                  | -                     |                 |              |                               |
| Imagination lady                                                    | 1972                  | -                     |                 |              |                               |
| Unlucky boy                                                         | 1973                  | -                     |                 |              |                               |
| Goodbye Chicken Shack                                               | 1974                  | -                     |                 |              | Livealbum                     |
| The Best of Chicken Shack                                           | 1974                  | -                     |                 |              | Verzamelalbum                 |
| Double                                                              | 1977                  | -                     |                 |              |                               |
| Stan the man                                                        | 1977                  | -                     |                 |              |                               |
| That's the way we were                                              | 1978                  | -                     |                 |              |                               |
| The creeper                                                         | 1978                  | -                     |                 |              |                               |
| Chicken Shack                                                       | 1979                  | -                     |                 |              |                               |
| In the can                                                          | 1980                  | -                     |                 |              |                               |
| Roadies concerto                                                    | 1981                  | -                     |                 |              | Livealbum                     |
| Simply live                                                         | 1989                  | -                     |                 |              | Livealbum                     |
| On air (BBC sessions)                                               | 1998                  | -                     |                 |              |                               |
| Black night                                                         | 1999                  | -                     |                 |              | als Stan Webb's Chicken Shack |
| Still live after all these years                                    | 2004                  | -                     |                 |              |                               |
| Webb                                                                | 2001                  | -                     |                 |              |                               |
| Stan the man                                                        | 2002                  | -                     |                 |              | Verzamelalbum                 |
| Stan Webb                                                           | 2004                  | -                     |                 |              |                               |
| Going up, going down-anthology                                      | 2004                  | -                     |                 |              |                               |
| Poor boy / the Deram years                                          | 2006                  | -                     |                 |              | als Stan Webb's Chicken Shack |
| Strange situations / The indigo                                     | 2006                  | -                     |                 |              | als Stan Webb's Chicken Shack |

### Singles
| Single met eventuele hitnotering(en) in de Nederlandse Top 40 | Datum van verschijnen | Datum van binnenkomst | Hoogste positie | Aantal weken | Opmerkingen                 |
| ------------------------------------------------------------- | --------------------- | --------------------- | --------------- | ------------ | --------------------------- |
| I'd rather go blind                                           | 1969                  | 26-07-1969            | 20              | 5            | Nr. 21 in de Single Top 100 |
| Maudie                                                        | 1970                  | 21-02-1970            | tip3            | -            |                             |
| Sad clown                                                     | 1970                  | 26-09-1970            | tip29           | -            |                             |
| I'd rather go blind                                           | 1974                  | 23-03-1974            | 18              | 7            | Nr. 22 in de Single Top 100 |

### NPO Radio 2 Top 2000
| Nummer met noteringen in de NPO Radio 2 Top 2000 | '99  | '00 | '01 | '02 | '03  | '04 | '05  | '06  | '07  | '08  | '09  | '10  | '11  | '12  | '13  | '14  | '15  |
| ------------------------------------------------ | ---- | --- | --- | --- | ---- | --- | ---- | ---- | ---- | ---- | ---- | ---- | ---- | ---- | ---- | ---- | ---- |
| I'd Rather Go Blind                              | 1061 | 630 | 833 | 828 | 1036 | 914 | 1249 | 1441 | 1330 | 1177 | 1586 | 1718 | 1884 | 1615 | 1726 | 1853 | 1915 |

1. ↑  Een vetgedrukt getal geeft de hoogste notering aan.
2. ↑  Deze tabel is bijgewerkt tot en met de laatste editie (2024).